# Дом-музей Шио Арагвиспирели
Дом-музей Шио Арагвиспирели (груз. შიო არაგვისპირელის მემორიალური სახლ-მუზეუმი) — учреждение историко-культурной направленности в Грузии. Расположен в Тбилиси, улица Георгия Чубинашвили, д. 13а.
Входит в Союз муниципальных музеев Тбилиси, является памятником культурного наследия. Площадь музейных помещений 72 кв.м.

## История
Музей открыт в 1957 году.
В 2007 году здание объявлено недвижимым памятником культурного наследия.
В 2019 году завершены работы по реконструкции дома-музея, архитектурные особенности и аутентичность памятника сохранены полностью.

## Экспозиция
Музей расположился в историческом доме, в котором в 1902—1926 годах со своей женой, известным врачом-педиатром Мариам Бакрадзе, жил грузинский писатель Шио Арагвиспирели (1867—1926). Писателя часто посещали известные грузинские общественные деятели и писатели, которые были особенно активной силой в годы независимости Грузии (1918—1921).
Экспозиция музея посвящена жизни и творчеству писателя.
Литературное наследие писателя невелико. Примерно за 30 лет им было создано до восьмидесяти произведений, он был одним из первых писателей, введших и утвердивших малые формы прозаического жанра — этюда, очерка, картины.